# 群馬県道・栃木県道256号竜舞足利線
群馬県道・栃木県道256号竜舞足利線（ぐんまけんどう・とちぎけんどう256ごう りゅうまいあしかがせん）は、群馬県太田市から栃木県足利市に至る一般県道である。

## 概要
2023年（令和5年）3月に前身の「竜舞山前停車場線（りゅうまいやままえていしゃじょうせん）」から路線変更されたのが「竜舞足利線」である。変更の経緯として2022年（令和4年）11月に開催された栃木県の県公共事業評価委員会で、計画中の北関東自動車道足利スマートIC（仮称）への唯一のアクセス道路として、足利市山下町 - 五十部町の区間を都市計画道路3・5・106号7丁目大前線を基本ルートに、2023年度から県土整備部の道路整備事業として着手することが報告されたことによる。
なお、前身にあたる竜舞山前停車場線は、一時期桐生バイパスが完成するまでの間、只上交差点から鹿島橋入口まで国道50号に指定されていた。

### 路線データ
- 起点 : 群馬県太田市龍舞町（竜舞西交差点、群馬県道2号前橋館林線交点）
- 終点 : 栃木県足利市西宮町2858-7（栃木県道40号足利環状線上）

## 歴史
- 1959年（昭和34年） - 群馬県告示第389号により、群馬県側の前身路線にあたる「竜舞山前停車場線」が路線認定される[1]。
- 2023年（令和5年）
  - 3月17日 - 栃木県告示第98号により、栃木県側の路線の終点変更を伴って、「竜舞山前停車場線」から「竜舞足利線」に路線変更する[2]。
  - 3月24日 - 栃木県告示第107号により、路線変更に伴う栃木県側の道路区域が決定する[4]。
  - 3月28日 - 群馬県告示第99号により、群馬県側の路線認定に関する告示の変更がなされて、「竜舞山前停車場線」から「竜舞足利線」に変更する[1]。

## 路線状況

### 重複区間
- 国道407号、栃木県道・群馬県道5号足利太田線（群馬県太田市植木野町・矢場団地入口交差点 - 栃木県足利市南大町・南大町交差点）
- 国道50号（栃木県足利市南大町・南大町交差点 - 群馬県太田市只上町・只上交差点）
- 群馬県道・栃木県道67号桐生岩舟線（栃木県足利市今福町・富士見橋東交差点 - 足利市通7丁目・通7丁目交差点）
- 栃木県道40号足利環状線（栃木県足利市通7丁目・通7丁目交差点 - 足利市西宮町（終点））

### 道路施設

#### 橋梁
- 群馬県
  - 下山田橋（太田市）
  - 鹿島橋（渡良瀬川、太田市只上町 - 栃木県足利市鹿島町）

## 地理

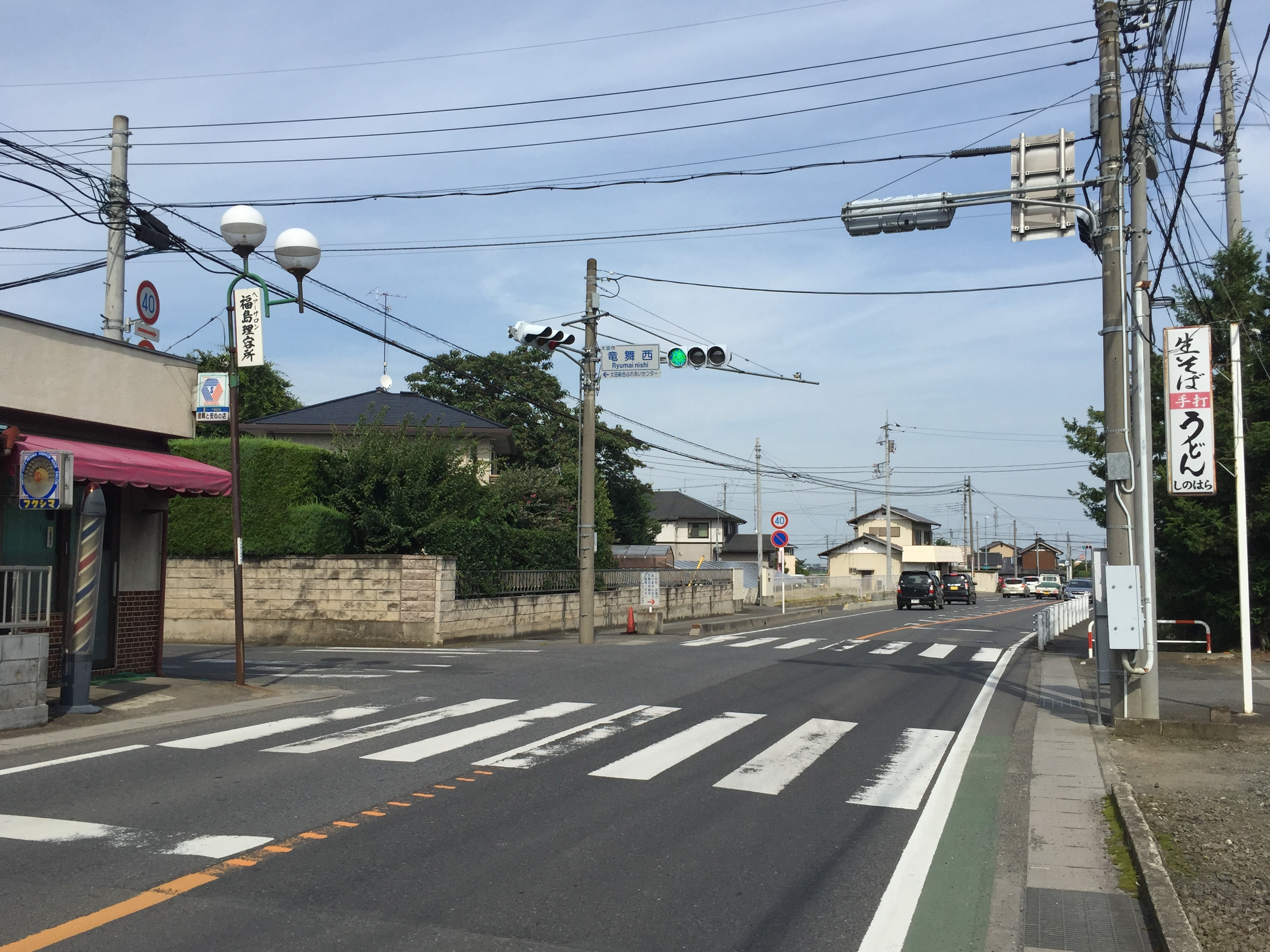
太田市・竜舞西交差点
（起点、2015年7月）
T字路の交差点であり、←（北）方向が県道256号、↑（東）↓（西）方向が県道2号である。

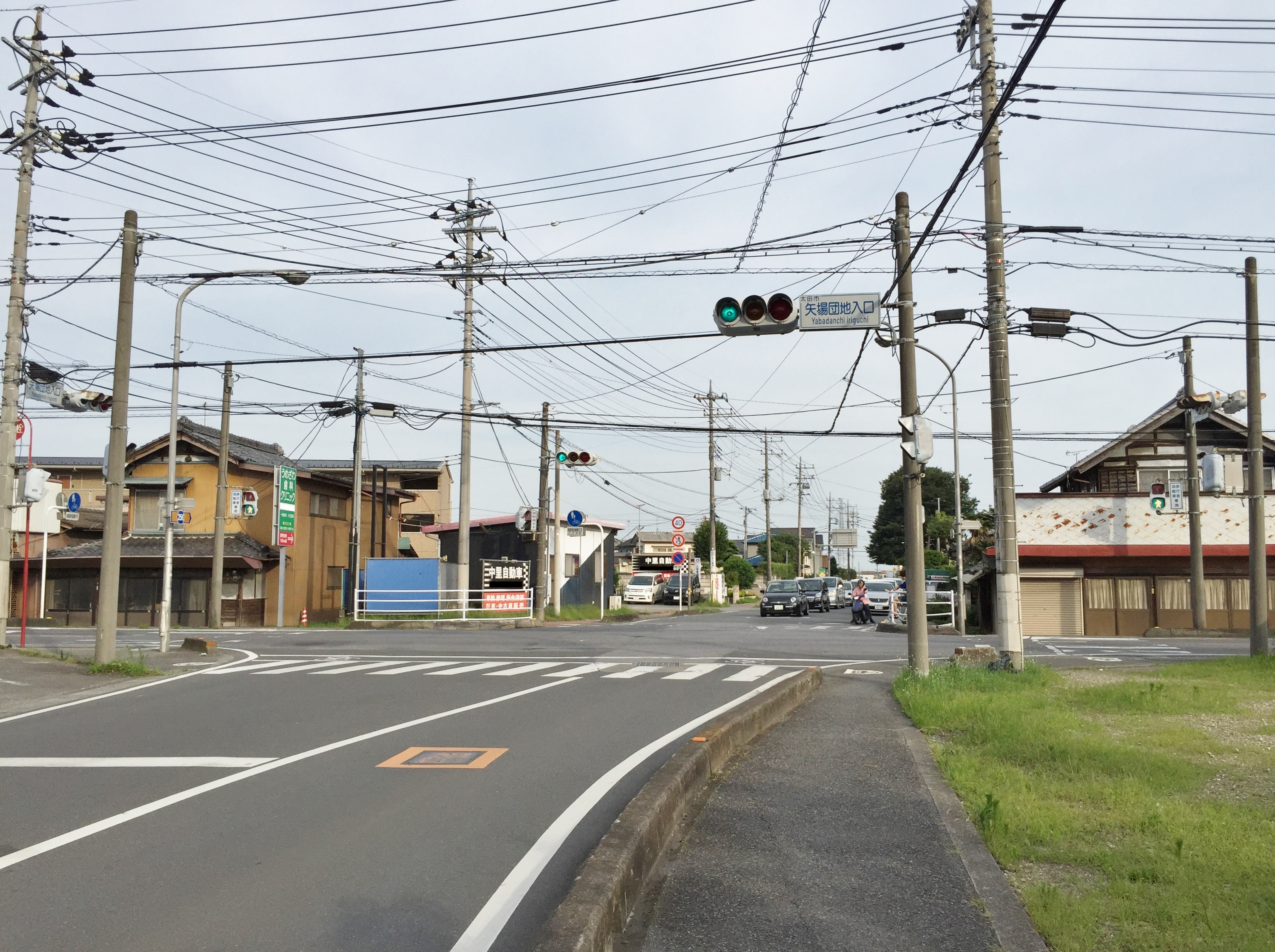
太田市・矢場団地入口交差点
（植木野町、2015年7月）
十字路の交差点であり、↑（南）方向が県道256号（至竜舞）、←（東）が国道407号・県道5号・県道256号（至山前）、↓（北）が市道、→（西）が国道407号・県道5号である。

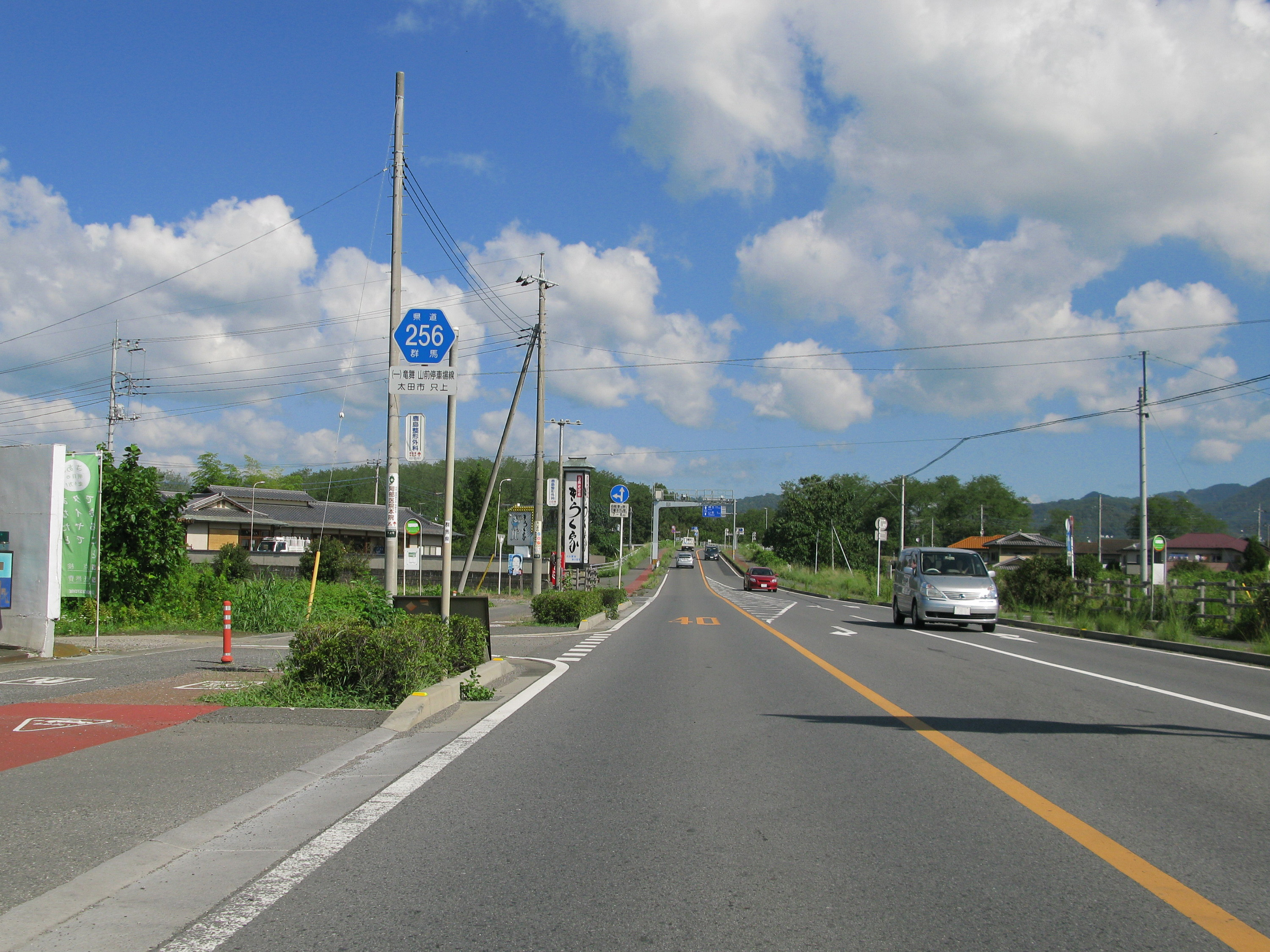
太田市只上地区（2012年9月）

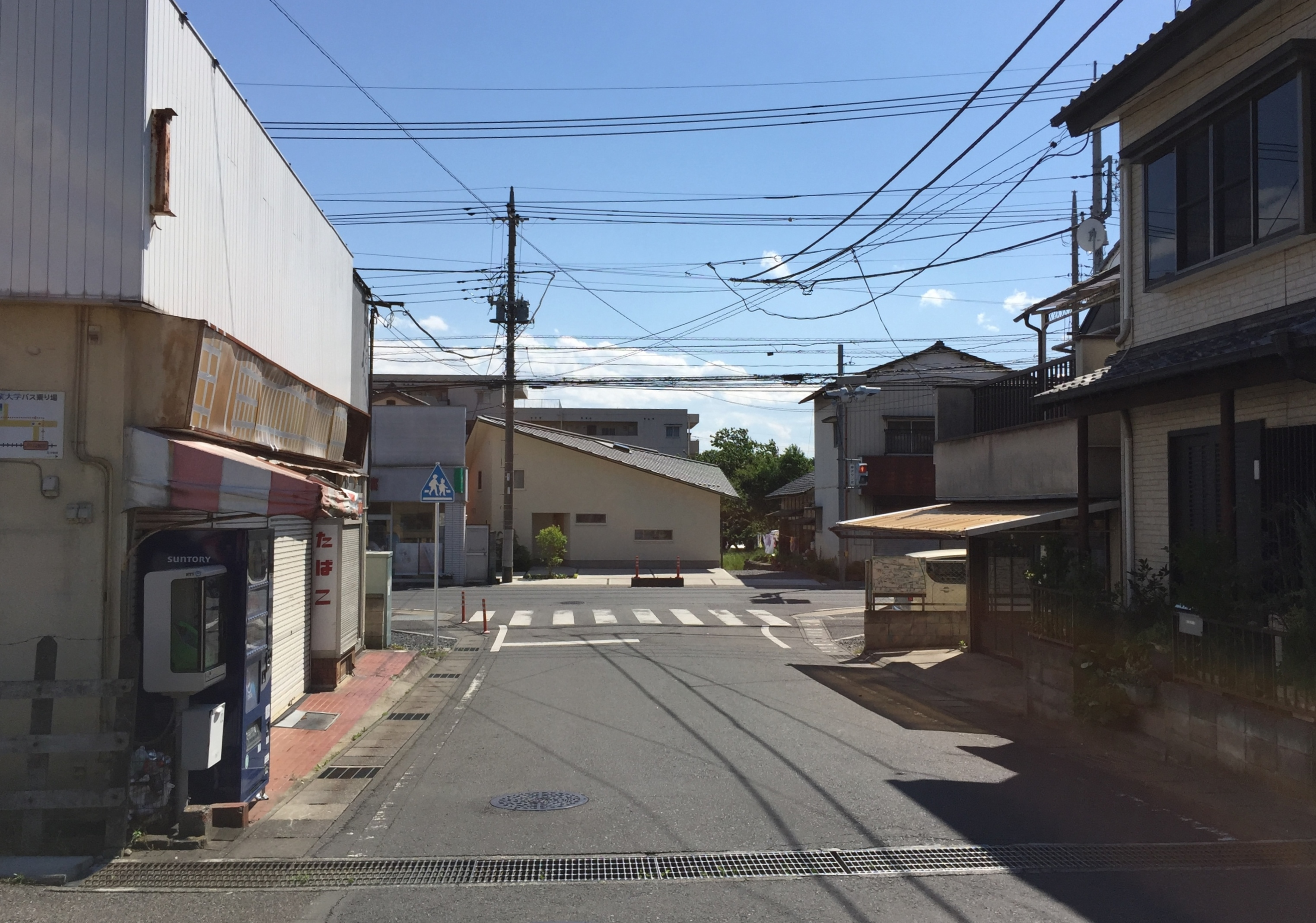
足利市・山前駅前
（終点、2015年5月）
起点方向を望む。本路線は突き当りの山前駅入口交差点を右折し、県道67号と重複しながら鹿島橋入口交差点へと至る。

### 通過する自治体
- 群馬県
  - 太田市
- 栃木県
  - 足利市
- 群馬県
  - 太田市
- 栃木県
  - 足利市

### 交差する道路
| 交差する道路                                                                              | 都道府県名 | 市町村名 | 交差する場所 | 交差する場所              |
| ----------------------------------------------------------------------------------------- | ---------- | -------- | ------------ | ------------------------- |
| 群馬県道2号前橋館林線                                                                     | 群馬県     | 太田市   | 龍舞町       | 竜舞西交差点 / 起点       |
| 国道122号                                                                                 | 群馬県     | 太田市   | 龍舞町       |                           |
| 栃木県道・群馬県道128号佐野太田線                                                         | 群馬県     | 太田市   | 矢場町       | 矢場交差点                |
| 国道407号 重複区間起点 栃木県道・群馬県道5号足利太田線 重複区間起点                       | 群馬県     | 太田市   | 植木野町     | 矢場団地入口交差点        |
| 国道50号 重複区間起点 国道407号 重複区間終点 栃木県道・群馬県道5号足利太田線 重複区間終点 | 栃木県     | 足利市   | 南大町       | 南大町交差点              |
| 国道50号 重複区間終点 国道122号                                                           | 群馬県     | 太田市   | 只上町       | 只上交差点                |
| 栃木県道・群馬県道39号足利伊勢崎線                                                        | 群馬県     | 太田市   | 只上町       | 只上八幡前交差点          |
| 群馬県道・栃木県道402号桐生足利藤岡自転車道線                                             | 栃木県     | 足利市   | 鹿島町       |                           |
| 群馬県道・栃木県道67号桐生岩舟線                                                          | 栃木県     | 足利市   | 鹿島町       | 鹿島橋入口交差点          |
| E50 北関東自動車道（事業中）                                                              | 栃木県     | 足利市   | 山下町       | 足利SIC（仮称）（事業中） |
| 群馬県道・栃木県道67号桐生岩舟線 重複区間起点                                             | 栃木県     | 足利市   | 今福町       | 富士見橋東交差点          |
| 栃木県道40号足利環状線 重複区間起点 群馬県道・栃木県道67号桐生岩舟線 重複区間終点         | 栃木県     | 足利市   | 通7丁目      | 通7丁目交差点             |
| 栃木県道40号足利環状線 重複区間終点                                                       | 栃木県     | 足利市   | 西宮町       | 終点                      |

### 交差する河川
- 藤川用水（下山田橋、群馬県太田市台之郷町 - 太田市矢場町）
- 渡良瀬川（鹿島橋、群馬県太田市只上町 - 栃木県足利市鹿島町）

### 交差する鉄道
- 東武伊勢崎線（群馬県太田市植木野町）※踏切による平面交差

### 沿線
- 群馬県
  - 太田市立休泊小学校（太田市龍舞町）
  - 太田市休泊行政センター（太田市龍舞町）
  - 群馬県立太田工業高等学校（太田市茂木町）
  - 矢場工業団地（太田市矢場町）
  - 矢場新町住宅団地（太田市矢場新町）
  - 太田市立駒形小学校（太田市植木野町）
  - 東部工業団地（太田市東新町）
  - 渡良瀬浄水場（太田市只上町）
  - リバータウン只上（太田市只上町）
- 栃木県
  - JR東日本両毛線 山前駅（足利市鹿島町）